# سایون تی‌سی
سایون تی‌سی (Scion tC) خودرویی است که از سال ۲۰۰۴ تاکنون در ژاپن تولید شده‌است. طراحی آن خودروهای موتور جلو-محور جلو بوده‌است.